# ミカエル2世
ミカエル2世“トラウロス”（ギリシア語：Μιχαήλ Βʹ ὁ Τραυλός, Mikhaēl II ho Traulos, 770年頃? - 829年10月2日）は、東ローマ帝国アモリア王朝の初代皇帝（在位：820年 - 829年）。中世ギリシア語読みでは「ミハイル」となる。“トラウロス”は「吃音者（どもる人）」を意味するあだ名。“プセッロス”（Ψηλλος, Psēllos）ともいう。

## 生涯
小アジア半島内陸部の中心都市アモリオンの出身。彼が異端のアティンガノス派の信者であったとする史料もあるが真偽は不明。若い頃にレオーン5世やスラブ人トマスなどと共に、テマ・アナトリコンの長官バルダネス・トゥルコスに仕えていたため、レオーンとは親友の仲にあった。また彼はアナトリコンの長官（バルダネス・トゥルコスなのかは不明）の娘を妻としている。レオーン5世が皇帝になると、彼は近衛部隊長官（ドメスティコス・トーン・エクスクビトーン）に任命される。しかし次第に両者の仲は険悪になり、820年12月にミカエルは逮捕された。だが時期が丁度クリスマスであり、ミカエルの処刑が1日延期されたため、この機会を利用してミカエルの支持者たちがレオーン5世を暗殺し、ミカエルが即位した。
即位直後、スラヴ人トマスが反乱を起こした（トマスの乱）。トマスの側には海のテマであるキビュライオタイが参加するなど鎮圧に手間取るものの、ミカエル2世は第一次ブルガリア帝国を味方につけることで824年にこれを鎮圧した。しかしトマスの乱によって艦隊がダメージを受けたことなどもあって、地中海におけるイスラーム勢力の侵攻に迅速に対応することができなかった。827年頃にはシチリア島で起きた反乱に乗じて北アフリカのアグラブ朝がシチリア島の攻略を開始する。また同じ頃クレタ島もアレクサンドリアからやって来たイスラーム教徒の侵略を受けた。
権威づけのため、イサウリア王朝（シリア王朝）の第4代皇帝コンスタンティノス6世の娘のエウフロシュネと再婚した。また彼はレオーン5世が再開したイコノクラスム政策を継承したが、過激な弾圧は行っていない。